# Luc Révillon
Pour les articles homonymes, voir Révillon (homonymie).
Luc Révillon est un scénariste de bande dessinée français qui emploie aussi le pseudonyme Hérel. Il est né à Angers en 1945.

## Œuvre

### Albums
- Le Décalogue, scénario de Frank Giroud, Glénat, collection Grafica

HS. Le XIe commandement, coscénario de Luc Révillon, dessins d'Alain Mounier, Lucien Rollin, TBC, Michel Faure et Bruno Rocco, 2003  (ISBN 2-7234-4479-1)
TS. Carnets d'Égypte : Fernand Desnouettes, dessins de Michel Faure, Librairie Bulle, 2004
- Giacomo C., Glénat, collection Vécu

HS. Sur les traces de Giacomo C. Côté cour et côté canal, dessins collectifs, 2002  (ISBN 2-7234-3922-4)
- Les grandes affaires criminelles et mystérieuses, De Borée

1. L'Affaire Seznec, scénario de Luc Révillon et Moca, dessins de Gérard Berthelot, 2010  (ISBN 978-2-8129-0141-6)
5. L'Affaire Stavisky, dessins de Gérard Berthelot, 2011  (ISBN 978-2-8129-0438-7)
- Quintett, scénario de Frank Giroud, Dupuis,

HS. La Colline aux Serments, coscénario de Luc Révillon, dessins de Giancarlo Alessandrini, Jean-Charles Kraehn, TBC, Steve Cuzor, Paul Gillon, Uriel et Cyril Bonin, 2009  (ISBN 978-2-8001-4273-9)
- Tintin

HS. Carnets de voyage de Mr Tintin Reporter, dessins de Hergé
HS. Carnet de voyages d'un reporter du Petit « Vingtième » - janvier 1929-août 1939, dessins de Hergé, Cheminements, collection La bulle au carré, 2008  (ISBN 978-2-84478-698-2)
- Le Triangle secret, Glénat, collection La Loge noire

HS1. Dans le secret du triangle, scénario de Luc Révillon, dessins collectifs, 2000  (ISBN 2-7234-3161-4)
HS2. Géométrie mortelle, scénario de Luc Révillon, dessins collectifs, 2003  (ISBN 2-7234-4261-6)
- Vasco, Le Lombard

16. Mémoires de voyages, dessins de Gilles Chaillet, 1998  (ISBN 2-8036-1332-8)
HS. Le petit Vasco illustré, dessins de Gilles Chaillet, 1994  (ISBN 2-8036-1122-8)
HS. Les Mémoires secrets de Vasco, dessins de Gilles Chaillet et Luc Révillon, 2011  (ISBN 978-2-8036-2870-4)
- Hommage Jean Dufaux, dessins collectifs, Librairie Bulle, 2005
- Dossier Julien Sarlat, dessins de Jean-Pierre Gibrat, Librairie Bulle, 2005
- Luc Révillon, La Grande Guerre dans la BD, Beaux-Arts éditions - Musée de la Grande Guerre de Meaux, novembre 2014 (ISBN 9791020401380)[3]